# گوتموگ
گوتموگ (Gothmog) به سینداری به معنای «ارباب بلراگها» می‌باشد نام موجودی در رشته افسانه‌های تالکین که در دورهٔ نخست می‌زیسته است. همچنین بزرگترین بلراگی بوده که تا آن زمان قدم به سرزمین میانه گذاشته بود. او فرمانده ارشد آنگباند و همچنین یکی از مورداعتمادترین ژنرال‌های مورگوت بود و در نبردهای متعددی فرماندهی ارتش ارباب تاریکی را به عهده داشت و پیروزهای بسیاری را برای او به ارمغان آورد. تنها فردی که از نظر مرتبه با او برابری می‌کرد، سائورون بود. همانند دیگر همنوعانش او در نبردها یک شلاق آتشین حمل می‌کرد اما گفته شده‌است که او یک تبر سیاه بزرگ نیز به همراه داشته‌است که باعث هراس و وحشت الفها در سرتاسر سرزمین بلریاند می‌شد.

## تاریخچه
گوتموگ، فئانور پادشاه نولدور را در نبرد داگور-نویین-گیلیات در روزهای آغازین دوره نخست کشت. ارباب بالروگ‌ها به عنوان ژنرال آنگباند در نبردهای بسیاری نظیر داگور آگلارب (نبرد پرافتخار) و نیرنائت آرنوئدیاد (نبرد اشک‌های بی شمار) ظاهر شد.
هنگامی که گوتموگ در یک نبرد تن به تن با فین‌گون در جنگ نیرنائت آرنوئدیاد بود، نتوانست او را شکست دهد تا اینکه بلراگ دیگری آمد و از پشت سر فینگون را با هجمه‌ای از آتش مورد حمله قرار داد. پس از آن گوتموگ فینگون را به طرز فجیعی از بین برد. در همان نبرد، او هورین از دور-لومین را گرفت و پس از کشتن محافظانش او را به آنگباند برد. وی همچنین فرمانده نیروهایی بود که به گوندولین حمله کردند. هنگامی که اکته‌لیون از خاندان آبفشان با او به مقابله برخاست، تهدید کرد که تو را خواهد کشت.
گوتموگ در یک جنگ تن به تن با اکته‌لیون مبارزه کرد. در ابتدا گوتموگ شمشیر اکته‌لیون را از دستش جدا کرد و زمانی که می‌خواست با تبرش به او ضربه بزند، اکته‌لیون با کلاه خودش به سمت او دوید و با سر به سینه گوتموگ ضربه زد که باعث شد هر دوی آنها به درون رودخانه بیافتند. آب شعله‌های گوتموگ را خاموش کرد و منجر به از بین رفتن او شد. اکته‌لیون هم غرق شد و از دنیا رفت. در اینجا بود که سقوط گوندولین پایان یافت.

## وجه تسمیه
نام کوئنیایی گوتموگ، Osombauko می‌باشد. معنای سینداری نام گوتموگ نیز «ظالم ترسناک» می‌باشد.